# Monde Selection
Monde Selection est un institut de qualité international et indépendant fondé en 1961 à Bruxelles, qui évalue des produits de consommation pour en indiquer le niveau de qualité aux consommateurs. Dans ce but, les produits primés se voient décerner un Label de Qualité utilisable dans la communication par les producteurs et les distributeurs.
Ces labels de qualité attribués ont pour objectif de donner des moyens marketing et des arguments de négociation commerciale aux producteurs.
Les compétences de l’Institut se basent sur des analyses scientifiques, l’amélioration de ses méthodes de dégustation[pas clair] (Analyse Sensorielle) et d’évaluations, et sur le suivi des règles légales. Pour des raisons aussi variées que sa philosophie, son expérience, et la distinction que ses labels apportent, Monde Sélection s'est forgé une réputation dans son segment, et ce principalement au Japon.
Outre ses Sélections Mondiales de la Qualité, l’institut organise également le Concours International des Vins de Bruxelles, qui est patronné par l’Organisation internationale de la vigne et du vin (OIV).
L'institut est basé à Wauthier-Braine dans la Province du Brabant wallon.

## Produits éligibles
Les produits sont soumis par des sociétés de toutes tailles, tant des sociétés aux productions artisanales que des grands producteurs internationaux. Les produits peuvent être enregistrés dans les catégories suivantes (appelées Sélections) : Alcools et Liqueurs, Bières, Eaux & Boissons non-alcoolisées, Alimentaires, Diététiques & de Santé, Cosmétiques et de Toilette,.

## Membres du Jury & Comité d'experts
Pour les procédures d'évaluations, Monde Selection collabore avec plus de 70 scientifiques, experts, consultants en nutrition, Sommeliers et Chefs d'organisations culinaires prestigieuses.

## Tests et dégustations
Les producteurs peuvent enregistrer leurs produits d’octobre à janvier. Ensuite, les tests et dégustations sont organisés durant une période de quatre mois, afin de garantir à chaque produit d’être évalué consciencieusement et de manière appropriée. Un maximum de 25 produits par jour est présenté au jury dans le but de procéder à une analyse précise.

## Distinctions & Trophées
Tous les produits avec un score minimum de 60 % sont récompensés de la manière suivante :
- Label de Qualité Bronze : pour les produits ayant obtenu une cote moyenne entre 60 % et 69 %
- Label de Qualité Argent : pour les produits ayant obtenu une cote moyenne entre 70 % et 79 %
- Label de Qualité Or : pour les produits ayant obtenu une cote moyenne entre 80 % et 89 %
- Label de Qualité Grand Or : pour les produits ayant obtenu une cote moyenne entre 90 % et 100 %

En plus des distinctions de qualité, Monde Sélection décerne les trophées suivant :
- Le “International High Quality Trophy” : pour les produits qui ont obtenu une Grand Or ou Or durant trois années consécutives.
- Le “Crystal Prestige Trophy” : pour les sociétés qui ont été récompensées par une Grand Or, Or, Argent ou Bronze durant dix années consécutives
- Le “Special 25 Years Trophy” : pour les sociétés qui ont été récompensées par une Grand Or, Or, Argent ou Bronze durant vingt-cinq années consécutives

En 2011, 2837 produits venant de 77 pays ont été présentés aux évaluations de Monde Sélection.
En 2012, 3000 produits venant de 79 pays ont été présentés aux évaluations.
En 2013, 3234 produits venant de 87 pays ont été présentés aux évaluations.